# Apprentissage inductif
 (juin 2024).
Si vous disposez d'ouvrages ou d'articles de référence ou si vous connaissez des sites web de qualité traitant du thème abordé ici, merci de compléter l'article en donnant les références utiles à sa vérifiabilité et en les liant à la section « Notes et références ».
 (juin 2024).
La mise en forme du texte ne suit pas les recommandations de Wikipédia : il faut le « wikifier ».
Les points d'amélioration suivants sont les cas les plus fréquents :
- Les titres sont pré-formatés par le logiciel. Ils ne sont ni en capitales, ni en gras.
- Le texte ne doit pas être écrit en capitales (les noms de famille non plus), ni en gras, ni en italique, ni en « petit »…
- Le gras n'est utilisé que pour surligner le titre de l'article dans l'introduction, une seule fois.
- L'italique est rarement utilisé : mots en langue étrangère, titres d'œuvres, noms de bateaux, etc.
- Les citations ne sont pas en italique mais en corps de texte normal. Elles sont entourées par des guillemets français : « et ».
- Les listes à puces sont à éviter, des paragraphes rédigés étant largement préférés. Les tableaux sont à réserver à la présentation de données structurées (résultats, etc.).
- Les appels de note de bas de page (petits chiffres en exposant, introduits par l'outil «  Source ») sont à placer entre la fin de phrase et le point final[comme ça].
- Les liens internes (vers d'autres articles de Wikipédia) sont à choisir avec parcimonie. Créez des liens vers des articles approfondissant le sujet. Les termes génériques sans rapport avec le sujet sont à éviter, ainsi que les répétitions de liens vers un même terme.
- Les liens externes sont à placer uniquement dans une section « Liens externes », à la fin de l'article. Ces liens sont à choisir avec parcimonie suivant les règles définies. Si un lien sert de source à l'article, son insertion dans le texte est à faire par les notes de bas de page.
- La présentation des références doit suivre les conventions bibliographiques. Il est recommandé d'utiliser les modèles {{Ouvrage}}, {{Chapitre}}, {{Article}}, {{Lien web}} et/ou {{Bibliographie}}. Le mode d'édition visuel peut mettre en forme automatiquement les références.
- Insérer une infobox (cadre d'informations à droite) n'est pas obligatoire pour parachever la mise en page.

Pour une aide détaillée, merci de consulter Aide:Wikification.
Si vous pensez que ces points ont été résolus, vous pouvez retirer ce bandeau et améliorer la mise en forme d'un autre article.
 (juin 2024).
L'apprentissage inductif est une méthode fondamentale en intelligence artificielle et en apprentissage automatique où l'objectif est de dériver des règles ou des modèles généraux à partir d'exemples spécifiques. Contrairement à l'apprentissage déductif, qui part de principes généraux pour tirer des conclusions spécifiques, l'apprentissage inductif procède en inférant des généralisations à partir de données observées. Selon le Grand dictionnaire terminologique, l'apprentissage automatique utilise l'induction comme méthode de raisonnement.

## Définition
Le principe de base de l'apprentissage inductif consiste à observer des exemples spécifiques et à identifier des motifs ou des régularités qui peuvent être généralisés pour prédire de nouveaux cas. Par exemple, si l'on observe plusieurs exemples d'animaux qui peuvent voler et que tous sont des oiseaux, on pourrait induire que tous les oiseaux peuvent voler. Cependant, cette généralisation pourrait ne pas toujours être correcte (par exemple, les autruches et les pingouins sont des oiseaux qui ne volent pas), ce qui illustre les défis de l'apprentissage inductif.

## Applications
L'apprentissage inductif est largement utilisé dans diverses applications de l'intelligence artificielle et de l'apprentissage automatique, notamment :
- Classification : Attribution d'une catégorie à un nouvel exemple basé sur des exemples étiquetés précédemment.
- Régression : Prédiction de valeurs continues à partir de données historiques.
- Reconnaissance de motifs : Identification de motifs récurrents dans des données, tels que des images ou des séquences génomiques.
- Systèmes de recommandation : Suggestion de produits ou de contenus basés sur les préférences et comportements passés des utilisateurs.

## Algorithmes d'Apprentissage Inductif
Il existe plusieurs algorithmes couramment utilisés pour l'apprentissage inductif, parmi lesquels :
- Arbres de décision : Structures arborescentes où les nœuds représentent des tests sur des attributs, les branches représentent les résultats de ces tests, et les feuilles représentent des classes ou des valeurs de sortie.
- Forêts aléatoires : Ensembles d'arbres de décision formés par bagging (bootstrap aggregating) pour améliorer la précision et réduire le surajustement.
- Réseaux de neurones : Modèles inspirés du cerveau humain, composés de couches de neurones artificiels interconnectés, capables de capturer des relations non linéaires dans les données.
- Machines à vecteurs de support (SVM) : Algorithmes de classification qui cherchent à trouver le meilleur hyperplan séparateur entre différentes classes.

## Défis et Limites
L'apprentissage inductif présente plusieurs défis et limites, tels que :
- Surajustement (Overfitting) : Lorsqu'un modèle apprend trop bien les détails et le bruit des données d'entraînement, il peut mal généraliser à de nouvelles données.
- Biais inductif : Les hypothèses faites par un algorithme sur les données pour faire des généralisations. Un biais trop restrictif peut limiter la capacité d'apprentissage, tandis qu'un biais trop large peut conduire à des généralisations incorrectes.
- Complexité computationnelle : Certains algorithmes peuvent être gourmands en ressources computationnelles, nécessitant des techniques d'optimisation pour être pratiques sur de grandes quantités de données.

## Limites
L'apprentissage inductif est une approche essentielle pour extraire des connaissances à partir de données. En permettant aux systèmes de faire des généralisations à partir d'exemples spécifiques, il ouvre la voie à de nombreuses applications dans divers domaines. Cependant, il est crucial de comprendre ses limites et de choisir les algorithmes appropriés pour éviter les pièges tels que le surajustement et le biais inductif.